# 短齒平蘚
短齒平蘚（学名：Neckera yezozna）为平蘚科平蘚屬下的一个种。